# Messe Frankfurt

Messe Torhaus und Messeturm am Abend

Frankfurter Messegelände – Blick von oben

Die Messe Frankfurt ist der weltweit größte Messe-, Kongress- und Eventveranstalter mit eigenem Gelände. Neben dem Betrieb des eigenen Messegeländes und der Organisation von Messen in Frankfurt am Main ist die Unternehmensgruppe mit einem Vertriebsnetz aus 28 Tochtergesellschaften und mehr als 50 Vertriebspartnern, weltweit in 180 Ländern tätig. Im Jahr 2024 fanden unter dem Dach der Messe Frankfurt 334 Veranstaltungen weltweit statt - 113 davon im Ausland. Daneben bietet die Messe Frankfurt Dienstleistungen von Messebau und Marketing bis hin zu Personaldienstleistungen und Gastronomie an. Als eine der ersten Messegesellschaften hat sich die Messe Frankfurt aus eigenem Antrieb dazu entschieden, das EMAS-Umweltmanagement (Eco Management und Audit Scheme) einzuführen und verpflichtet sich damit, ihre Umweltleistungen kontinuierlich zu verbessern.
Die heutige Messe Frankfurt GmbH wurde 1907 von der Stadt Frankfurt am Main und 16 Frankfurter Bürgern als Ausstellungs- und Festhallengesellschaft mbH gegründet. Das Kapital von drei Millionen Goldmark (entsprächen heute rund 22,2 Mio. Euro) brachten Stadt und Bürger je zur Hälfte auf. Die Stadt kaufte bis 1917 vertragsgemäß die privaten Anteile an der Gesellschaft zurück und war von 1918 bis 1951 Alleingesellschafterin.
Von 1920 bis 1983 firmierte die Messegesellschaft unter dem Firmennamen Messe- und Ausstellungs-Gesellschaft mbH. Das Land Hessen ist seit 1951 Gesellschafter der Messe Frankfurt.

## Unternehmensgruppe Messe Frankfurt
Die Muttergesellschaft der Unternehmensgruppe ist die Messe Frankfurt GmbH mit Sitz in Frankfurt am Main. Anteilseigner sind die Stadt Frankfurt mit 60 Prozent und das Land Hessen mit 40 Prozent. Die Unternehmensgruppe beschäftigt mehr als 2.500 Mitarbeitende. Der Messe Frankfurt GmbH gehören als 100%-Tochtergesellschaften die Messe Frankfurt Exhibition GmbH und die Messe Frankfurt Venue GmbH.
Die Messe Frankfurt Exhibition GmbH veranstaltet mit ihren Tochtergesellschaften weltweit Messen.
Die Messe Frankfurt Venue GmbH betreibt das Messegelände Frankfurt.

## Messegelände Frankfurt
Frankfurt am Main ist – gemessen an der Ausstellungsfläche – nach dem National Exhibition and Convention Center (NECC) in Shanghai und nach dem Messegelände Hannover der drittgrößte Messeplatz der Welt: Auf rund 584.142 Quadratmetern Veranstaltungsfläche stehen 11 Hallen und mehr als 64.326 Quadratmeter Freifläche zur Verfügung.
Das Messegelände im Westen Frankfurts liegt in den Stadtteilen Bockenheim und Westend-Süd. Im Süden grenzt es an das Gallusviertel insbesondere an dessen Entwicklungsgebiet „Europaviertel“, und im Westen schließt die Kuhwaldsiedlung an. Es hat direkten Autobahnanschluss (Bundesautobahn 648) und Parkplätze am Rebstockgelände. Mit öffentlichen Verkehrsmitteln ist es über die U-Bahn- und Straßenbahnhaltestelle Festhalle/Messe (Linien U4, 16 und 17) sowie den S-Bahnhof Frankfurt am Main Messe (Linien S3 bis S6) zu erreichen. Der S-Bahnhof mit dem Messe Torhaus liegt fast genau in der Mitte des durch die Bahnlinie zweigeteilten Messegeländes.

### Architektur
Architekten wie Martin Schoenmakers, Oswald Mathias Ungers, Helmut Jahn und Nicholas Grimshaw haben mit ihren Entwürfen dem Frankfurter Messegelände ein Gesicht gegeben. Keimzelle der Messe Frankfurt, erste Messehalle und das älteste Gebäude ist die 1909 fertiggestellte Festhalle, eine freitragende Kuppelkonstruktion aus Stahl und Glas. Sie wurde nach einem Entwurf des Münchner Architekten Friedrich von Thiersch in 23 Monaten erbaut und ist heute eine moderne Multifunktionshalle.
Waren die Gebäude auf dem Frankfurter Messegelände vor und nach dem Zweiten Weltkrieg eher Zweckbauten, so begann dort mit dem Torhausbau 1984 (Torhaus) eine Phase mit architektonisch anspruchsvoll gestalteten Neubauten. Der erste Schritt zur Neugliederung des Geländes wurde 1982 mit dem Neubau der Halle 9 und der Galleria vollzogen. Ende der 80er Jahre entstanden die Halle 1 und der Eingang City. 1996 folgte das Congress Center mit dem angeschlossenen Maritim-Hotel.

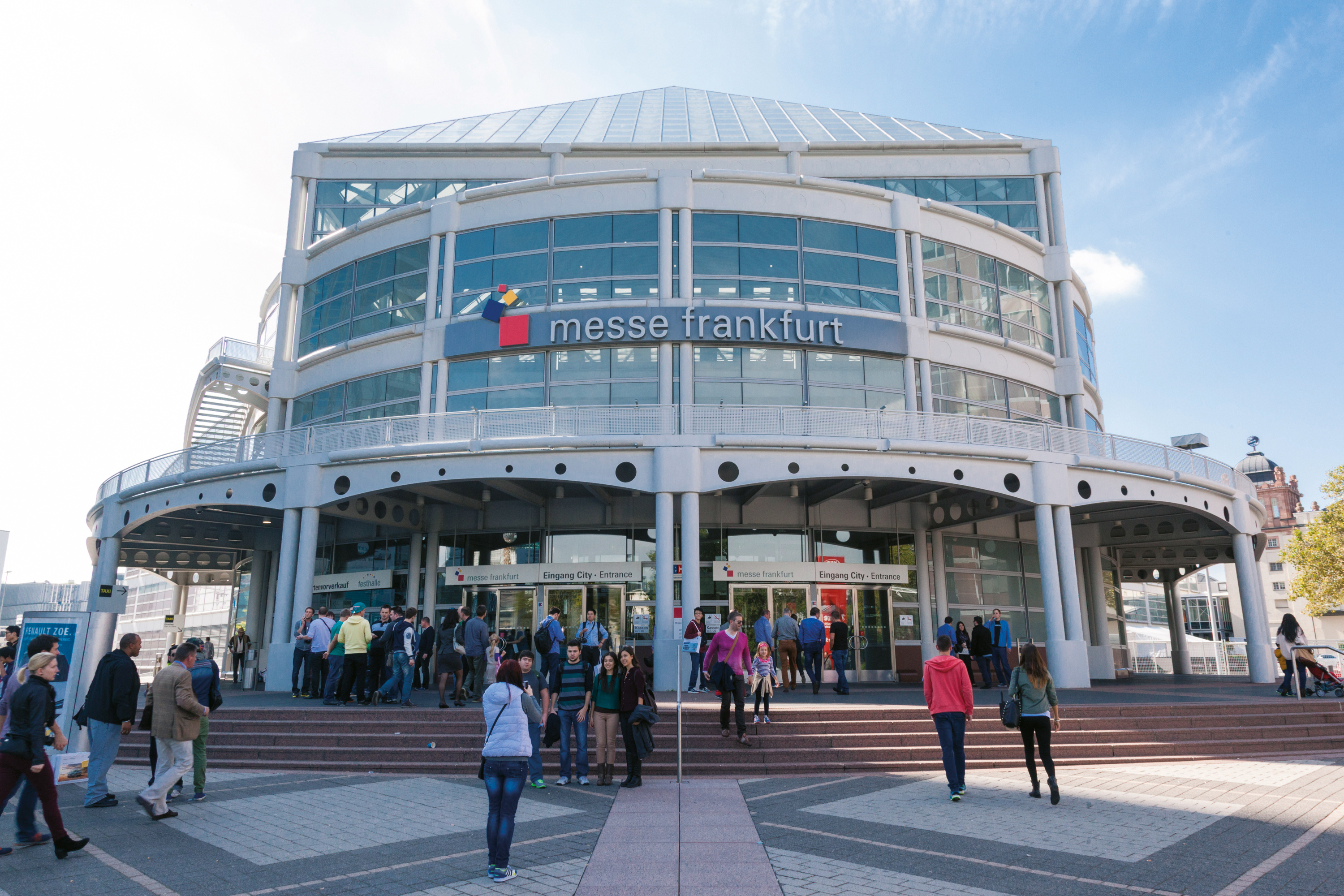
Messe Frankfurt – Eingang City
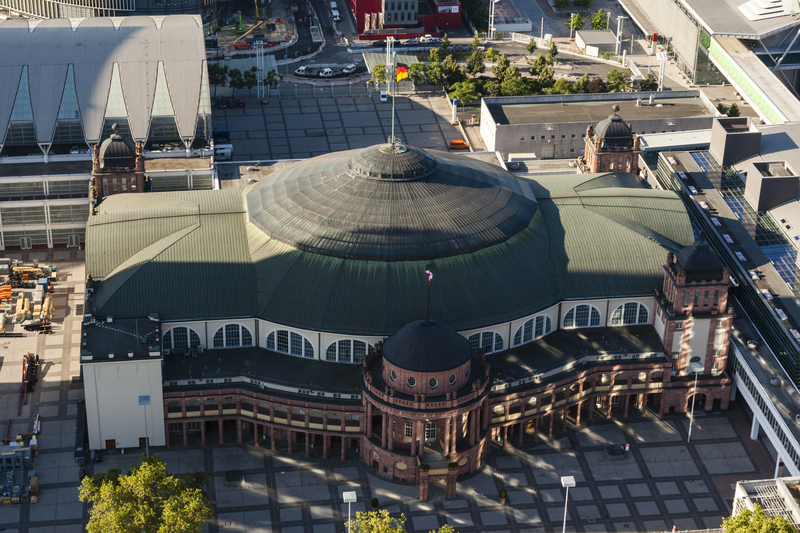
Die Festhalle (Frankfurt am Main) der Messe Frankfurt – Multitalent mit Tradition
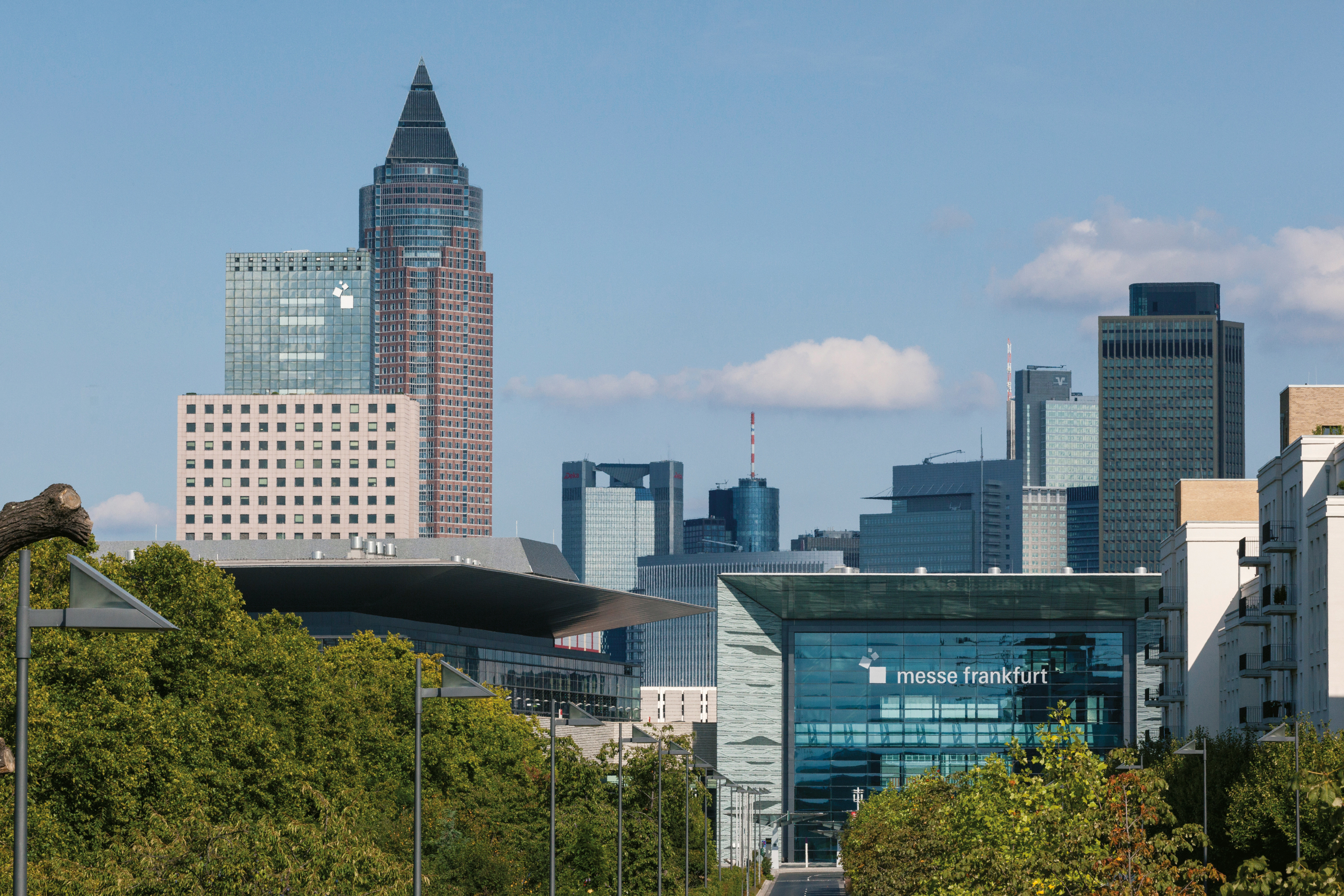
Blick auf Halle 11 und das Portalhaus
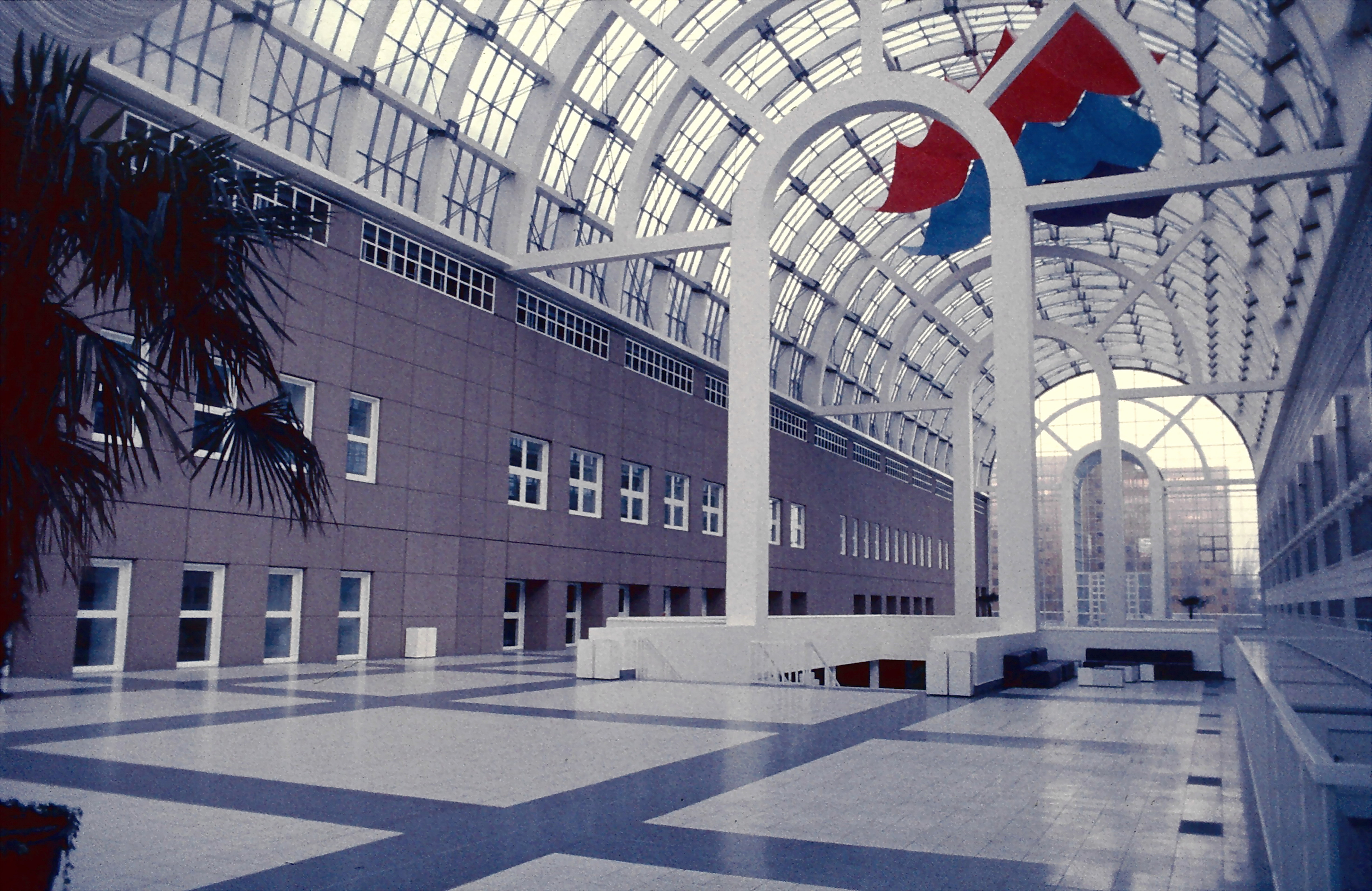
Messe Frankfurt, Galleria, Architekt O. M. Ungers (1980–83)
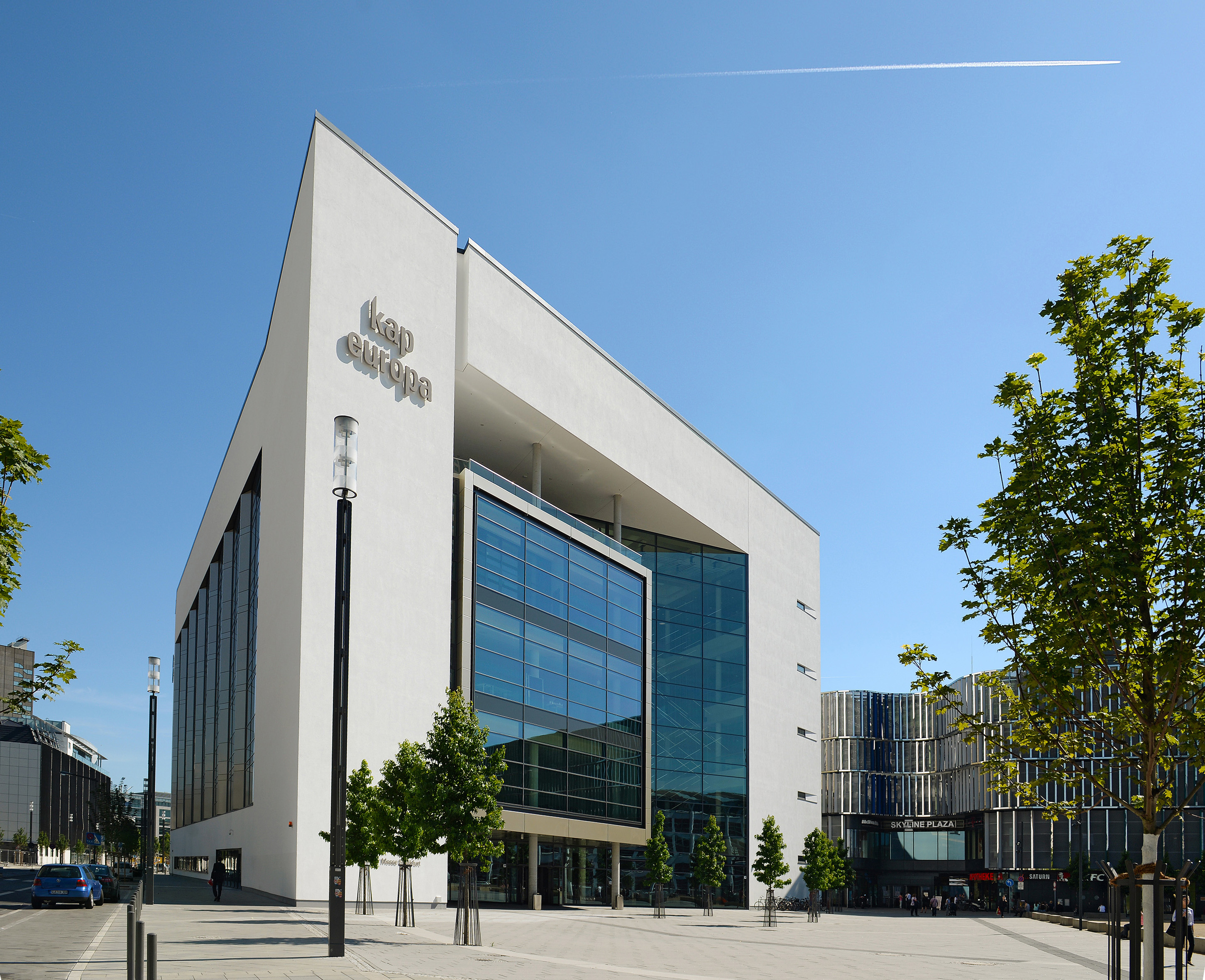
Kongresshaus Kap Europa
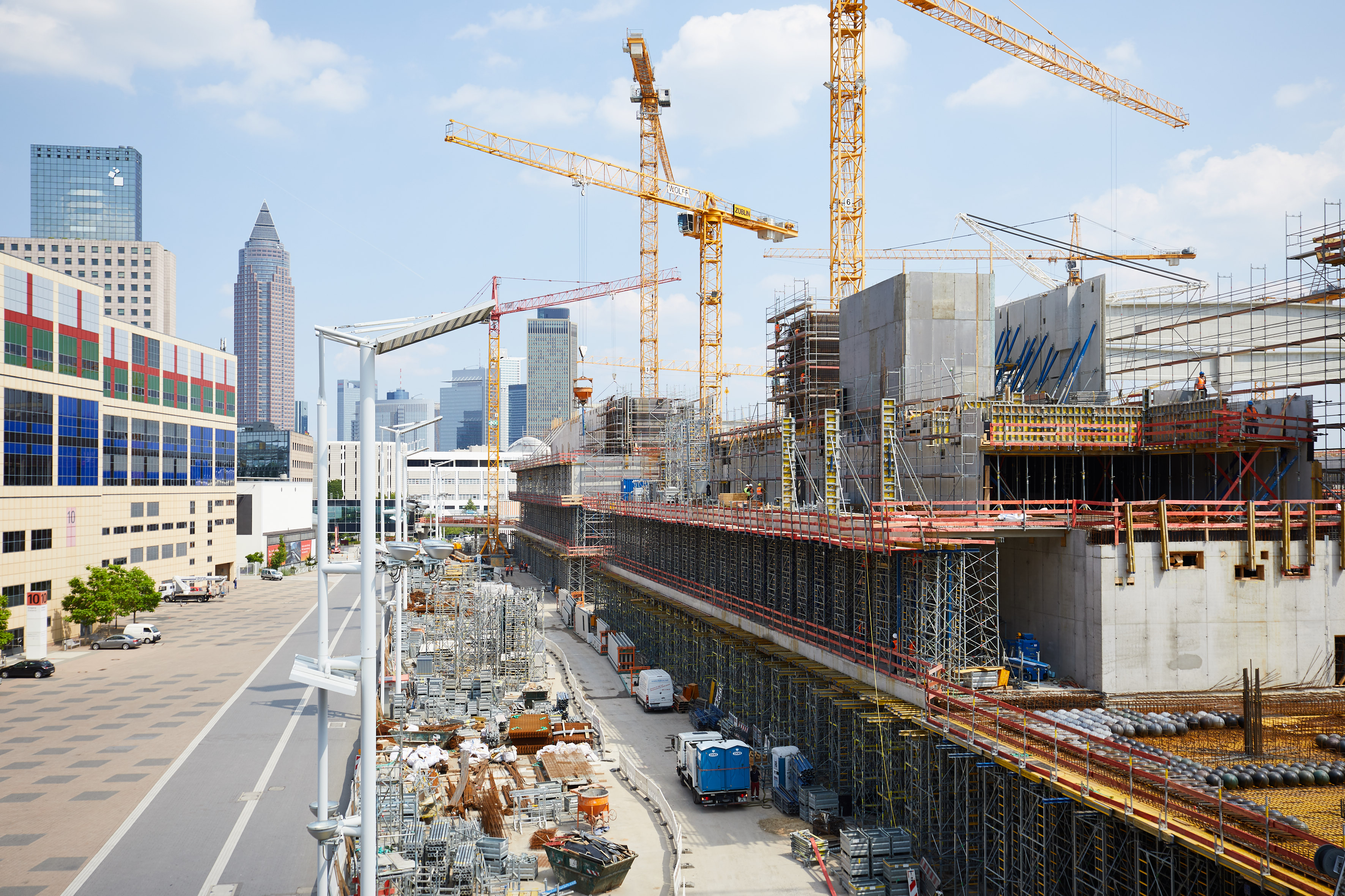
Halle 12 im Bau
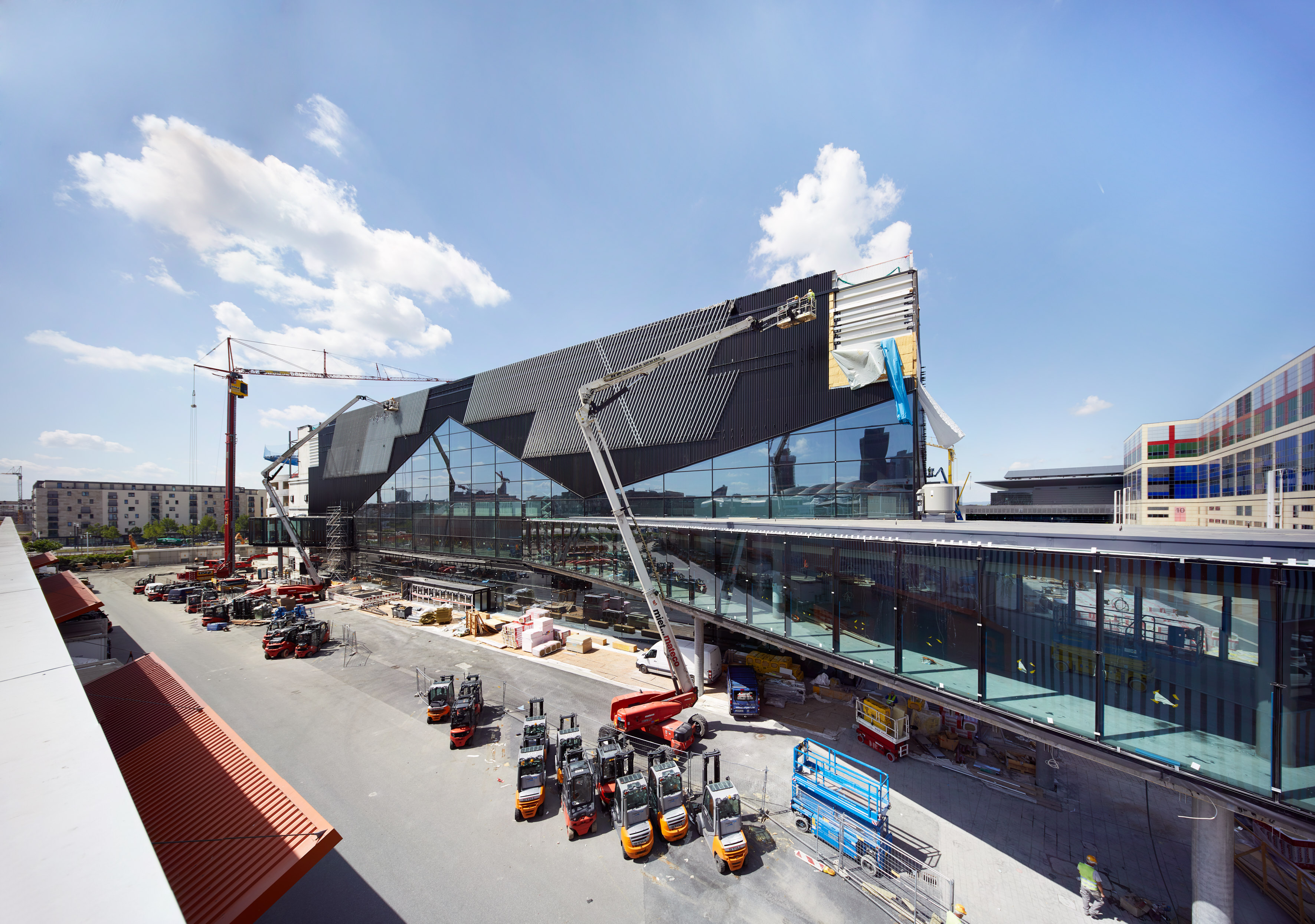
Halle 12 – Anbringung der Außenfassade

Mit dem Erwerb von Teilen des einstigen Hauptgüterbahnhofs hat die Messe Frankfurt ihr innerstädtisches Gelände im Südwesten um rund 11 Hektar ausgedehnt und neu gegliedert. Es entstanden Gebäude wie die Halle 3, das Forum, die neue Dependance und das Cargo Center. Im Oktober 2007 legte die Messe Frankfurt den Grundstein für den Bau der neuen Messehalle 11 mit dem Eingangsgebäude Portalhaus. Die Bauarbeiten wurden im Juli 2009 abgeschlossen. 2014 wurde das Operation & Security Center in Betrieb genommen sowie im benachbarten Europaviertel mit Kap Europa ein zweites Kongresshaus. Im Herbst 2018 wurde auf dem Westgelände die Halle 12 sowie die damit verbundene Erweiterung der Via Mobile West fertiggestellt. Die Halle ist mit der Automechanika Mitte September in Betrieb genommen worden und bietet auf zwei Hallenebenen 33.600 Quadratmeter hochmoderne und multifunktionale Veranstaltungsfläche. Die Halle bildet den Schlussstein in der Bebauung des Westgeländes der Messe Frankfurt.

## Eigenveranstaltungen
Zahlreiche Kongresse, Tagungen, Sonderveranstaltungen, Konzerte, Events sowie Messen und Ausstellungen finden regelmäßig in Frankfurt statt. Ein Großteil der Veranstaltungen werden von der Messe Frankfurt selbst veranstaltet, und mehr als die Hälfte ihrer Messen veranstaltet die Messe Frankfurt im Ausland. Die Messe Frankfurt unterteilt hierbei die einzelnen Messemarken in thematisch abgegrenzte Industry Sectors:
Building Technologies umfasst die Marken FESI, ISH, LED Expo, Light, Light+Building, Light + Intelligent Building, LightFair, PARKEN und Smart Home Expo.
Der Geschäftsbereich Consumer Goods beinhaltet die Marken Ambiente, Baby & Stroller China, Beauty Expo, Beautyworld, Child Edu & Care, Christmasworld, Corporate Gifts Show, Creativeworld, Gifts & Lifestyle Middle East, Hobby X, Hong Kong International Stationery & School Supplies Fair, Interior Lifestyle, Interpets, Nordstil, Paperworld und Toy & Hobby.
Dem Geschäftsbereich Electronics & Automation Technologies werden die EMV Seminare, die PCIM und SPS zugeordnet.
Environmental Technologies schließt die Eco Expo Asia, Solar Power Africa und die Waste & Recycling Expo ein.
Im Geschäftsbereich Event & Entertainment Technologies befinden sich die Media Expo und Prolight + Sound.
Food Technologies umfasst eats, die IFFA und Meat Pro.
Unter Manufacturing Technologies & Components fallen die ExpoFerretera und Formnext.
Zu Mobility & Logistics zählt die Messemarke Automechanika mit weltweit vierzehn Veranstaltungen sowie die Veranstaltungen AAG - Auto Aftermarket Guangzhou, AERO Friedrichshafen, AMR - Auto Maintenance & Repair Expo, Arminera, Asiabike Jakarta, Boatica Cape Town, CAPAS, Eurobike, Festival of Motoring Johannesburg, futuroad expo, Logimotion, Motobike Istanbul, RailLog Korea, Salon Moto, Scalex, The UK Garage & Bodyshop Event, Traffic Infra Tech Expo und die VELOBerlin.
Safety, Security & Fire beinhaltet die Intersec und Secutech.
Zu Textile Care, Cleaning & Cleanroom Technologies gehören die Clean India Show, Texcare und The Clean Show.
Der Branche Textiles & Textile Technologies werden die Marken Apparel Sourcing, DS Printech, Emitex, Heimtextil, Home Textiles Sourcing, Intertextile, Japan International Apparel & Non-Apparel Manufacturing Technology Trade Show, Neonyt, Techtextil, Texprocess, Texworld, Vietnam International Trade Fair for Apparel, Textiles & Textile Technologies und die Yarn Expo zugeordnet.

## Gastveranstaltungen
Weltweit renommierte Gastmessen wie die Frankfurter Buchmesse, die IMEX und die ACHEMA haben in Frankfurt seit Jahrzehnten ihre Heimat. Zum Portfolio gehören zudem internationale Veranstaltungen wie beispielsweise die CPhI Worldwide, die Health & Food Ingredients Europe und die Optatec.

## Ehemalige Veranstaltungen
Die Internationale Automobil-Ausstellung – IAA – war bis zum Jahr 2019 in Frankfurt am Main. Nach fast 70 Jahren zog sie nach München um.
Die Musikmesse Frankfurt (ehemals gleichzeitig mit der Prolight + Sound) als größte Fachmesse der Musikinstrumenten-Industrie der Welt außerhalb Amerikas fand von 1980 bis 2019 in Frankfurt statt, die Musikmesse wurde 2020 im Zuge der Covid-Pandemie abgesagt und seitdem eingestellt, während die Prolight + Sound seit 2022 wieder erfolgreich stattfindet.
Die internationale Konsumgütermesse Tendence fand zuletzt 2019 in Frankfurt statt. Im Jahr 2020 fiel sie ebenfalls pandemiebedingt aus und wurde daraufhin vollständig eingestellt.

## Geschichte

### Geschichte im Mittelalter und in der Renaissance
Frankfurt am Main wurde insbesondere wegen der günstigen geographischen Lage zum Messestandort. Der Main besaß seit dem Mittelalter hohe Bedeutung für den Güterverkehr. Durch seinen Übergang in den Rhein verband er in nicht allzu großer Entfernung die großen Wirtschaftsräume Oberdeutschlands und der norddeutschen Hanse miteinander. Auf dem Landweg kreuzten sich dort wichtige Fernstraßen, die die Stadt u. a. mit dem südlichen Niedersachsen, Thüringen, dem deutschen Südosten und somit auch Oberitalien und dem Balkanraum verbanden.
Bereits die Karolinger hatten diese strategische Position mit der hier von Ludwig dem Frommen errichteten Kaiserpfalz politisch genutzt. Nach einem Niedergang in der Zeit der sächsischen und salischen Herrscher errichteten die Staufer unter Konrad III. Mitte des 12. Jahrhunderts eine Königsburg am Main. Binnen kurzer Zeit wuchs die bis dato wohl nur dorfähnlich um die verfallenen Pfalzgebäude auf dem Domhügel und die Salvatorkirche gruppierte Siedlung zu einer mittelalterlichen Stadt heran.
Urkunden deuten darauf hin, dass die Stadt bereits im 11. Jahrhundert zumindest als wichtiger Handelsplatz fungierte. Im Jahr 1034 wurde dem St.-Ferrutius-Kloster zu Bleidenstadt und im Jahr 1074 den Einwohnern von Worms in Frankfurt Freiheit von Durchgangszöllen gewährt, wobei der Name Frankfurt nur in der zweitgenannten Urkunde fällt. Dies ist nur ein Beweis dafür, dass Frankfurt als Ort eines Mainzolls für den königlichen Fiskus diente. Jedoch verrät die Wormser Urkunde sowie eine kaiserliche Verfügung vom 6. April 1157 auch, dass die Frankfurter Zollstätte über längere Zeiträume die einzige ihrer Art am Main war.
Während bei St. Denis bei Paris bereits im 7. Jahrhundert eine Messe urkundlich bezeugt wurde und ähnliche Nachweise für viele weitere europäische Handelsstädte in das 10. und 11. Jahrhundert datieren, ist dies für Frankfurt erst deutlich später der Fall. Um oder kurz nach 1150 sprach der Rabbi Eliezer ben Nathan aus Mainz (* um 1090; † um 1170) in seinem Talmud-Kommentar („Eben ha-'Ezer“ = „Stein der Hilfe“) von „Israeliten, die zum Markt / zur Messe der Gojim, wie in Frankfurt kommen“. Dies fällt zusammen mit der Entwicklung der Stadt, die etwa 150 Jahre brachgelegen und nun mit dem Ausbau zu einem staufischen Machtzentrum und spätestens der Wahl Friedrich Barbarossas im Jahr 1152 wieder zu einem der großen Zentren des Reiches aufgestiegen war.
Nach der bis heute gängigen Definition der Société Jean Bodin aus dem Jahre 1953 kann von Messe jedoch nur bei „large organized gatherings, at regularly spaced intervals, of merchants coming from distant regions“, also bei „großen, organisierten und in regelmäßigen Zeitabständen wiederkehrenden Zusammenkünften von Kaufleuten aus entfernten Regionen“ die Rede sein. Die bereits genannte kaiserliche Verfügung aus der Mitte des 12. Jahrhunderts, nach der der Zoll immer im August sieben Tage vor und nach Mariä Himmelfahrt erhoben werden durfte, und zugleich eine Klausel, auf stromaufwärts fahrende Schiffe und den Leinpfad am Ufer benutzende Kaufleute Rücksicht zu nehmen, ist jedoch ein starkes Indiz für eine derartige Periodizität. Nur wenig später nachfolgende, urkundlich verbürgte Zollbefreiungen für Kaufleute aus ganz Süddeutschland erfüllen dann auch das Kriterium der voneinander entfernten Regionen.
Zur guten Handelsanbindung kam das Vorhandensein von Waren hinzu. Die Jahrhunderte andauernde Urbarmachung der Rhein- und Mainlande hatte zu Beginn des Hochmittelalters ein Niveau erreicht, bei dem Überschüsse anfielen. Durch die Kreuzzüge wurden die vor allem in Konstantinopel gehandelten Luxusartikel in Mitteleuropa bekannt und durch die Siedlungs- und Stadtgründungsaktivitäten jenseits der Elbe entstand Zugang zu neuen Absatzgebieten, die Frankfurt durch den „Ostruck“ geographisch in die Mitte des Reiches setzten.
Aus der anfänglichen Rolle als Umschlagplatz für die landwirtschaftlichen Überschüsse des Umlandes resultierte auch der Termin, an dem die bald als Frankfurter Herbstmesse bezeichnete Veranstaltung stattzufinden hatte, nämlich am Ende der Erntezeit an Mariä Himmelfahrt (15. August). Schon im Jahre 1240 zeigte sich eine allmählich wachsende überregionale Bedeutung der Herbstmesse. Kaiser Friedrich II. gewährte – vom Kriegslager zur Belagerung von Ascoli aus – am 11. Juli 1240 mit einem Messeprivileg, dessen Urkunde erhalten ist, allen zur Messe nach Frankfurt Reisenden Schutzgeleit. In den Jahrbüchern des Frankfurter Bartholomäusstiftes finden sich bereits 1270 Herkunftsnamen von Kaufleuten aus Frankreich, Italien, Ungarn, Böhmen und Polen.
Die fortschreitende wirtschaftliche Erschließung Osteuropas führte zu einer erheblichen Ausweitung des europäischen Fernhandels. Die Messen in der Champagne verloren an Bedeutung; andere Messeplätze traten in den Vordergrund: Brügge, Gent, Chalon-sur-Saône und Genf, später auch Lyon, Paris, Padua und Brabant.
Von den Messen dieser Zeit gewann die Frankfurter Messe, die zur Drehscheibe des Fernhandels wurde, die größte Bedeutung. Dies galt für die alte Herbstmesse, aber auch für die 1330 beginnende neue Fasten- und Frühjahrsmesse. Diese hatte Kaiser Ludwig der Bayer der Stadt Frankfurt am 25. April 1330 gewährt. Sie war hauptsächlich für Wintererzeugnisse wie Wolle oder Wein gedacht. Auch diese Messe sollte 14 Tage andauern; alle Messebesucher standen jeweils acht Tage vor und nach der Messe, also bei An- und Abreise, unter dem Schutz des Reiches. So wie zur Herbstmesse galt auch für die Frühjahrsmesse das Privileg der Messefreiheit.
Die Messe in Frankfurt wurde in den Folgejahren durch eine Reihe weiterer Privilegien abgesichert, auch vor etwaiger Konkurrenz. 1337 ließ sich die Stadt vom Kaiser zusichern, dass weder Mainz noch einer anderen Stadt Messen verliehen würden, die Frankfurt schädlich sein könnten. 1385 schloss der Rat mit dem Mainzer Erzbischof einen Vertrag über die Sicherung der Straßen rund um Frankfurt (Geleitschutz). 1360, 1376 und 1465 garantierten kaiserliche Privilegien den Gerichtsschutz der Messebesucher. Gegen eine Abgabe gewährte schließlich Papst Sixtus IV. den Frankfurtern und ihren Messegästen 1478 eine Lockerung der Fastengebote.
Die Frankfurter Buchmesse entstand im Jahre 1485 und wurde ein großer Erfolg. Schon kurze Zeit danach hatte Frankfurt den Ruf eines Zentrums des deutschen und europäischen Buchdrucks. 1596 wurden zur Buchmesse 90 Buchdrucker und Buchhändler empfangen.
Trotz allmählich stärker werdender Konkurrenz der Leipziger Messe wahrte Frankfurt zunächst seine starke Position als Messestadt. Im Jahre 1604 fanden sich auf der Herbstmesse etwa 460 Stände mit Händlern und Besuchern aus aller Herren Länder. Gehandelt wurden Seidenstoffe, Tuche, Leder, Manufakturwaren, Juwelen, Silber, Gold und Bücher; hinzu trat ein florierender Geldhandel. Der Besucherstrom zog auch Gaukler, Spielleute und sogar Theatergruppen englischer Komödianten an, die für die Unterhaltung der Messegäste sorgten.

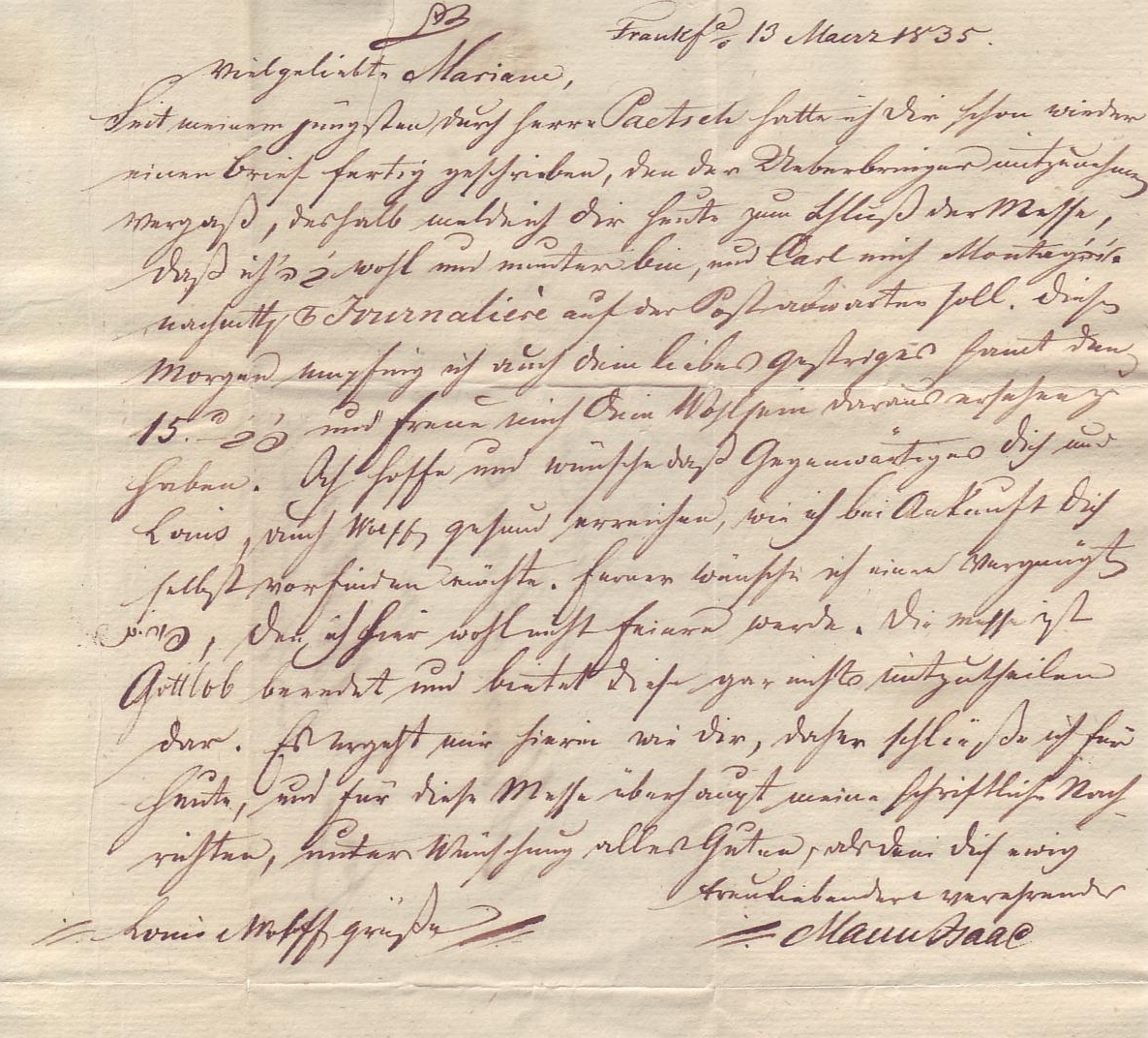
Brief zum Ende der Frankfurter Messe, Datum 13. März 1835

Die Annahme des protestantischen Glaubens im Herzogtum Sachsen samt seinem Druckzentrum Leipzig 1539 führte dazu, dass die Leipziger Buchmesse als Umschlagplatz insbesondere für volkssprachige Literatur immer wichtiger wurde. Bereits 1586 war die Buchproduktion in Leipzig größer als in Frankfurt am Main. Über den kaiserlichen Bücherkommissar, der wiederum vom Mainzer Kurfürst vorgeschlagen wurde, wurde der Buchhandel in Frankfurt bis zum Ende des alten Reichs 1806 durch die katholische Zensur bestimmt. Im Gegensatz zu Frankfurt übte die Leipziger Bücherkommission nur eine milde Zensur und keine allgemeine Aufsicht aus, überwachte vor allem die Einhaltung der landesherrlichen „privilegia impressoria“. Im 18. Jahrhundert war Leipzig das Zentrum des deutschen Buchhandels. Die gesamte deutsche Klassik und die Literatur der Aufklärung wurde in Leipzig verlegt.
Frankfurt entwickelte sich dagegen mehr und mehr zum Handels- und Industriezentrum. 1785 fand anlässlich der Herbstmesse die erste Luftreise in Deutschland statt. Von der Bornheimer Heide stieg vor Zehntausenden von Zuschauern Jean-Pierre Blanchard in einem Wasserstoffballon auf und flog damit in seinerzeit sensationellen 39 Minuten nach Weilburg an der Lahn.
Zur Zeit der Französischen Revolution geriet die Frankfurter Messe in den Niedergang. Ursache waren insbesondere die Annexion der linksrheinischen Gebiete und die Kontinentalsperre. In der Folgezeit wirkten die Gründung des Deutschen Zollvereins und die steigende Industrialisierung ebenfalls negativ. Die Frankfurter Messen hatten ab etwa 1830 nur noch Jahrmarktscharakter; hiervon zeugt noch heute die „Frankfurter Dippemess“.

### Messefreiheit
Die während der Messe garantierte Messefreiheit umfassten eine Reihe von besonderen Rechten:
- Jeder Bürger, Nicht-Bürger und Fremde durfte Waren anbieten und verkaufen. Jeder Frankfurter Bürger durfte auch Fremde beherbergen.
- Auch die in Reichsacht befindlichen Menschen waren während der Messe sicher. Sie genossen freies Geleit.
- Die Messebesucher hatten Gerichtsschutz. Das bedeutete, dass kein Messebesucher wegen eines laufenden Verfahrens während der Messe gerichtlich belangt werden durfte. Hierzu zählte auch das Privileg des Messegerichtsstandes, wonach für Arreste von Messebesuchern das Frankfurter Schöffengericht und nicht das der jeweiligen Heimatstadt zuständig war. Das ergab sich aus den erwähnten Kaiserlichen Privilegien von 1360, 1376 und 1465.
- Kaufleute aus Alt-Bamberg, Nürnberg und Worms genossen aufgrund kaiserlicher Privilegien, die bis auf das Jahr 1074 zurückgehen, eine Befreiung von Zöllen. Sie mussten sich dieses Privileg allerdings jährlich in einer überlieferten Zeremonie, dem Pfeifergericht, bestätigen lassen.
- Außerdem unterfielen die Besucher dem Geleitschutz. Dieser wurde von Geleitsherren ausgeübt, die die Händler – gegen Geleitsgeld – auf dem Weg von und nach Frankfurt vor Dieben schützten. Das Geleit erstreckte sich zunächst auf einen Umkreis von fünf Meilen um die Stadt.

### Ablauf der Messe
Die vier Tage vor Messebeginn galten als die „Geleitswoche“. Die Waren wurden ausgepackt und erste größere Geschäfte abgeschlossen, bevor noch die Läden und Stände öffneten. Die erste Messewoche war dann die „Geschäftswoche“; das war die eigentliche Messewoche, in der die Handelsabschlüsse getätigt wurden. Daran schloss sich als zweite Messewoche die „Zahlungswoche“ an. Hier wurden die Rechnungen aus den vorangegangenen Messen beglichen. So war die Frankfurter Messe nicht nur Handelsplatz, sondern diente auch als Zahlungstermin.
Ab Dienstag der Folgewoche zogen die Kaufleute mit Geleit wieder aus Frankfurt ab. Während der Herbstmesse handelten auch in der dritten Woche noch bis zum Samstag Kleinhändler mit landwirtschaftlichen Produkten. Einen festen Messeplatz oder ein Messegebäude gab es damals nicht. Als Handelsplätze wurden das Mainufer, der Römerberg, die Neue Kräme, der Liebfrauenberg, der Heumarkt und der Roßmarkt genutzt.

### Entwicklung der Messe Frankfurt in der Neuzeit

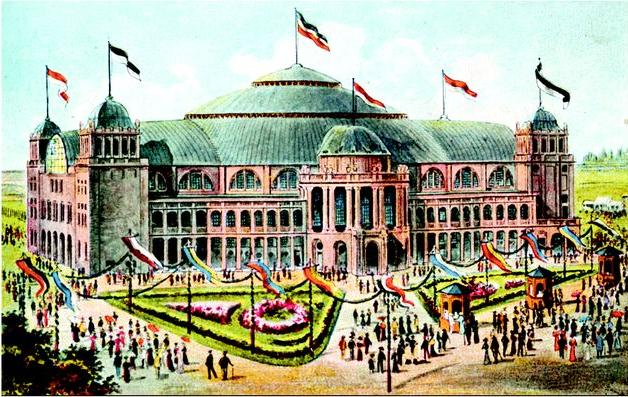
Grafische Darstellung der Frankfurter Festhalle auf einer Ansichtskarte zur Eröffnung 1909

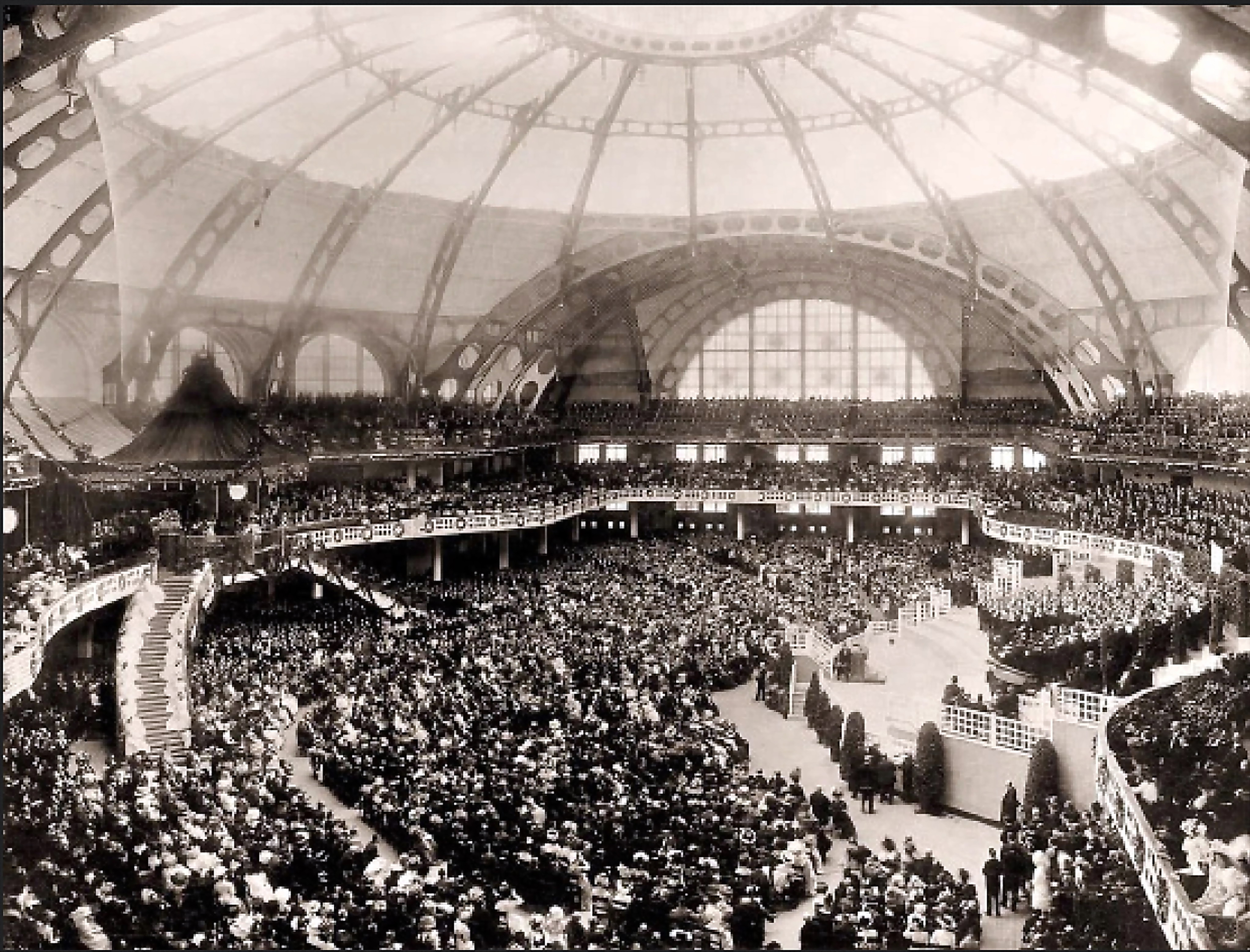
Sängerwettbewerb zur Eröffnung 1909

Nach der Deutschen Reichsgründung im Jahre 1871 stellten zunächst die Ledermesse und der Rossmarkt kleinere erfolgreiche Messen dar. Mit der Internationalen Elektrotechnischen Ausstellung im Jahre 1891 gelang es Frankfurt am Main erstmals wieder zu einer Ausstellung Zehntausende von Besuchern anzuziehen. Die ersten Automobilausstellungen in den Jahren 1900 und 1904 waren ebenfalls große Erfolge.
Zum Bau und Betrieb der Festhalle wurde 1907 die Ausstellungs- und Festhallen-Gesellschaft gegründet. Nach einer kurzen Bauzeit wurde 1909 die nach einem Entwurf von Friedrich von Thiersch errichtete Festhalle eröffnet. Diese Halle bietet über 18.000 Menschen Platz. Ein Höhepunkt vor dem Ersten Weltkrieg war im Jahr 1909 die Internationale Luftschiffahrtsausstellung, auf der Zeppeline, Ballons und Flugzeuge bewundert werden konnten. Die Ausstellung hatte über 1,5 Millionen Besucher.
In den 1920er und 1930er Jahren scheiterte wegen der anhaltenden wirtschaftlichen Probleme (Reparationen, Hochinflation, ab 1929 Weltwirtschaftskrise) der Versuch einer Wiederbelebung der Frankfurter Messen, die zunächst als Mustermessen neu gestartet wurden. Schließlich konzentrierte man sich auf Fachmessen.
Nach der Reichspogromnacht im November 1938 wurde die Festhalle als provisorisches Gefängnis für über 3.000 jüdische Männer der Stadt Frankfurt am Main und des Rhein-Main-Gebiets genutzt. Sie wurden in die Konzentrationslager Buchenwald und Dachau deportiert.
Auf dem Festhallen-Vorplatz sowie an der Rotunde befindet sich je eine Bronze-Gedenktafel zur Erinnerung an die Opfer des nationalsozialistischen Terrors mit folgender Inschrift:
„Vom 10. bis 13. November 1938 wurden nach der Reichspogromnacht mehr als 3.000 jüdische Mitbürger aus Frankfurt und dem Rhein-Main-Gebiet in der Festhalle zusammengetrieben, festgehalten und durch Polizei, SA und SS schwer misshandelt und in Konzentrationslager verschleppt. Viele von ihnen wurden in den Folgejahren ermordet. Die Stadt Frankfurt am Main gedenkt der Opfer von Terror und Gewaltherrschaft.“
Nach dem Zweiten Weltkrieg fand im Herbst 1948 die erste provisorische Nachkriegsmesse in Zelten, Baracken und Hallen statt und war ein voller Erfolg. Frankfurt profitierte auch in dieser Hinsicht vom „Ausfall“ der Wirtschaftsmetropole und Messestadt Leipzig infolge der deutschen bzw. europäischen Teilung durch den Eisernen Vorhang. Seitdem werden wieder regelmäßig Frühjahrs- und Herbstmessen in Frankfurt abgehalten. In der Paulskirche wurde 1949 die erste Buchmesse nach dem Krieg veranstaltet. Sie entwickelte sich in den nächsten Jahren, dann auf dem Messegelände, zur wichtigsten alljährlichen Begegnung der internationalen Literaturwelt. Nach der schrittweisen Aufgabe des südlich und westlich der Messe gelegenen Hauptgüter- und Rangierbahnhofs der DB AG beginnend ab 1996 konnte sich die Messe auf Teile der vormaligen Bahnflächen ausdehnen und so ihre besondere Rolle als Innenstadtmesse in fußläufiger Entfernung zum Hauptbahnhof festigen. Auf den übrigen Konversionsflächen entstand das Frankfurter Europaviertel, zu dem an der Emser Brücke ein Südeingang im Bau ist.
Im Auftrag des Bundesministeriums für Wirtschaft und Energie hat die Messe Frankfurt Bau und Betrieb des Deutschen Pavillons auf der Weltausstellung Expo Milano 2015 organisiert.
Thema der Expo 2015 war „Feeding the Planet, Energy for Life“ („Den Planeten ernähren, Energie für das Leben“). Die Länderpräsentationen drehten sich um die Schlagworte Nahrung, Energie, Globus und Leben. Der Deutsche Pavillon „Fields of Ideas“ zeigte neue Lösungsansätze aus Deutschland für die Ernährung der Zukunft. Unter dem Motto „Be active!“ lud er die Besucher ein, selbst aktiv zu werden. Dieses Angebot wurde von rund drei Millionen Besuchern wahrgenommen.
Die Corona-Pandemie stellte wie für die gesamte Messe- und Veranstaltungsbranche auch für die Messe Frankfurt einen tiefen Einschnitt dar. Der Umsatz sank von 736 Millionen € im Jahr 2019 auf 154 Millionen € im Jahr 2021. Um die Kosten decken zu können, wurde die Messe Frankfurt von ihren Eigentümern Stadt Frankfurt und Land Hessen finanziell gestützt. Auf dem Messegelände in Frankfurt wurde in der Festhalle ein Impfzentrum eingerichtet.